# 2007年ザシャチコ炭鉱爆発事故
座標: 北緯48度03分14秒 東経37度47分13秒 / 北緯48.054度 東経37.787度

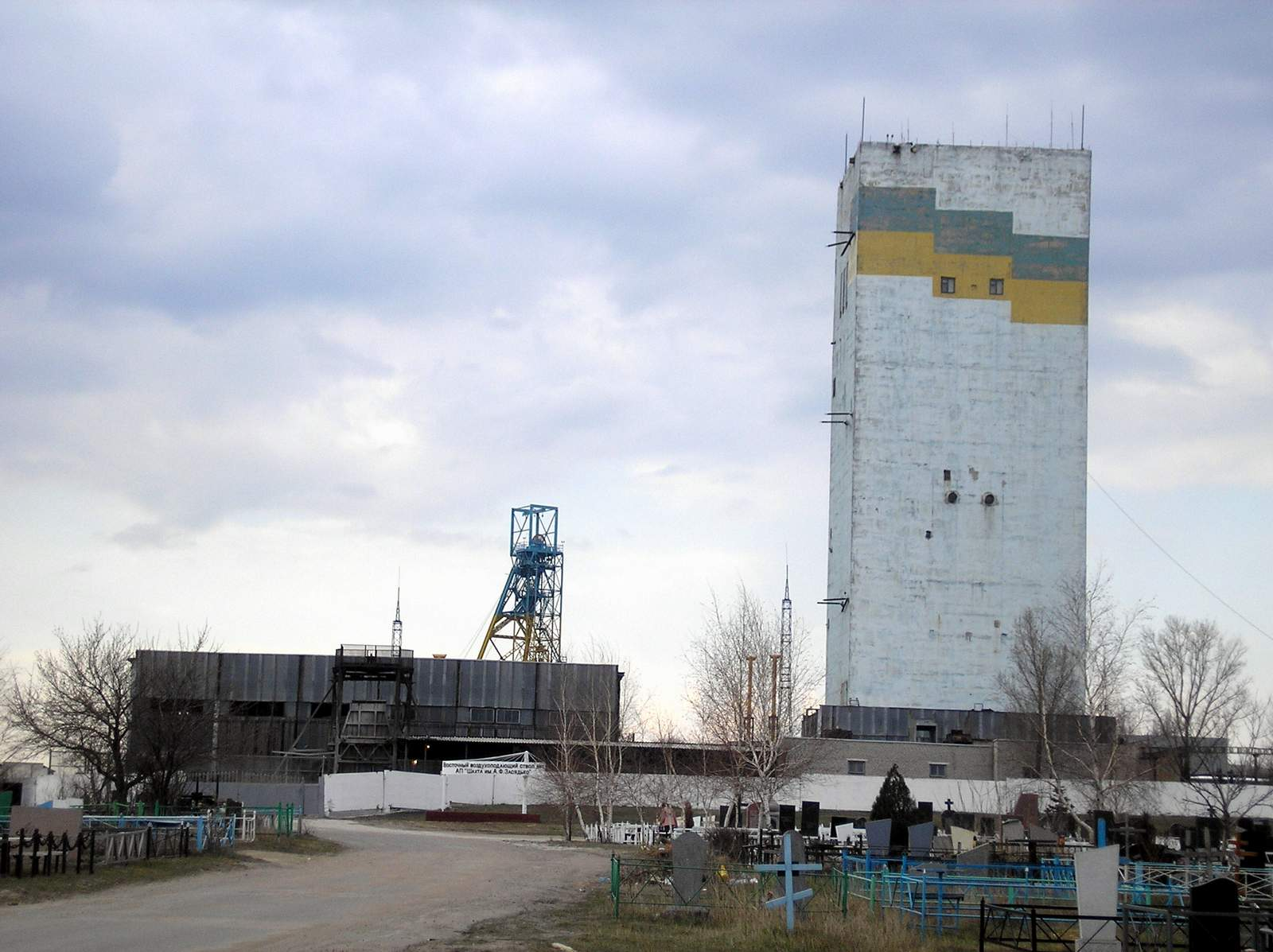
ザシャチコ炭鉱の東側の立坑。手前の墓地には犠牲者の大半が埋葬されている。

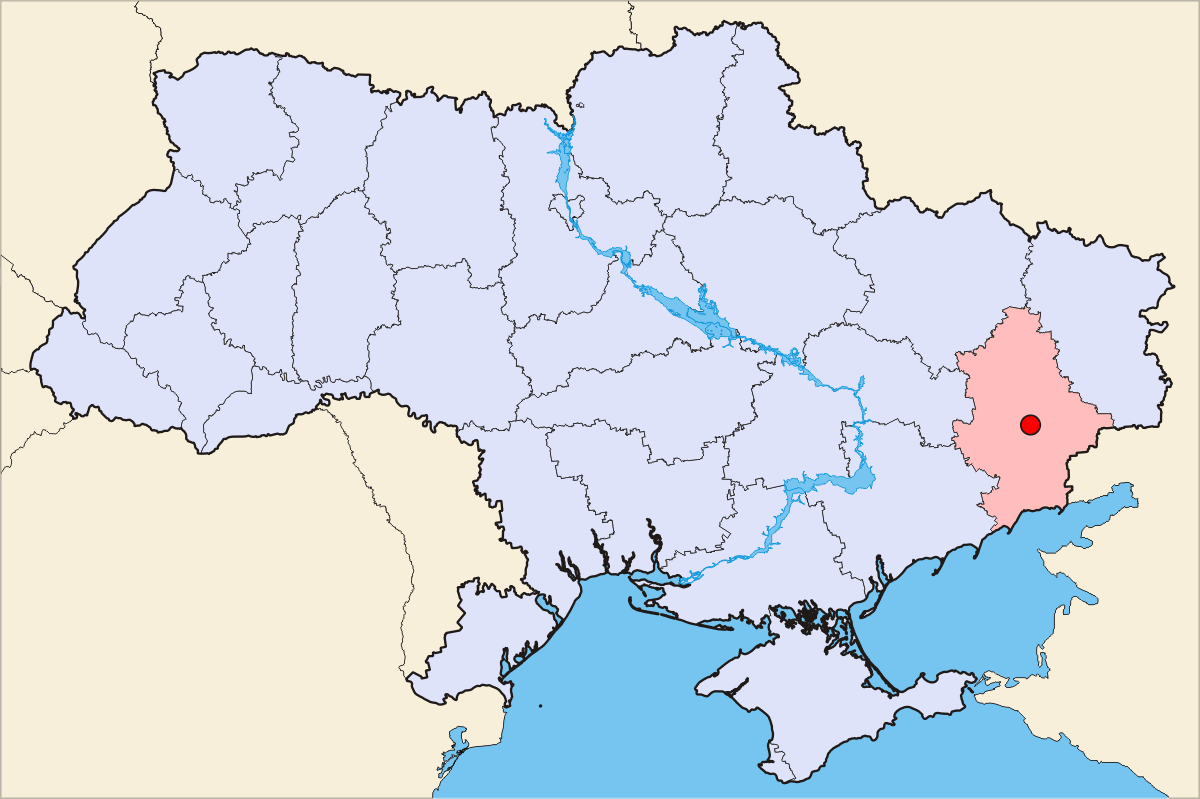
ウクライナにおけるドネツィク（赤）およびドネツィク州（ピンク）の位置

2007年ザシャチコ炭鉱爆発事故（2007ねんザシャチコたんこうばくはつじこ）は2007年11月18日にウクライナ東部の都市ドネツィクにあるザシャチコ炭鉱（ウクライナ語: Шахта ім. Засядько）で発生した鉱山事故。
この事故で101人が死亡し、ウクライナ史上最悪の事故となった。事故発生時、坑内には坑夫457人がいた。

## 原因
事故原因は地下1000m以上の深さに溜まっていたメタンの爆発であった。

## 政府の反応
補償金として遺族に100,000フリヴニャが支払われる。
2007年11月19日、ヴィクトル・ユシチェンコ大統領は事故の調査とこのような事故の再発防止を命じる法令に署名した。また大統領は11月20日を国民追悼の日とする法令にも署名した。

## ウクライナの鉱山事故
2007年にザシャチコ炭鉱で事故が発生するまでは、2000年にルハーンシク州東部の炭鉱で発生した事故（少なくとも80人が死亡）がウクライナ史上最悪の事故であった。
ザシャチコ炭鉱はウクライナで最大かつ埋蔵量が最多の鉱山で10,000人が労働に従事しており、最大で1日当たり10,000トンの石炭を採掘する。この鉱山ではこれまでに4度大規模な事故が起きており、130人以上が死亡した。

### 2007年の事故直後
現場はすべてザシャチコ炭鉱。2007年12月1日の5時55分（現地時間）、12日前に爆発が発生した区画で再度メタンが爆発が発生し52人が負傷した。
12月2日の21時20分（現地時間）にも再度爆発が発生し、少なくとも5人が死亡、30人が負傷した。